# Sarāyān (kommunhuvudort i Iran)
Sarāyān (persiska: Sarā’īān, سرایان, Sīryān) är en kommunhuvudort i Iran.   Den ligger i provinsen Khorasan, i den östra delen av landet, 700 km öster om huvudstaden Teheran. Sarāyān ligger 1 449 meter över havet och antalet invånare är 11 098.
Terrängen runt Sarāyān är platt åt sydväst, men åt nordost är den kuperad.Runt Sarāyān är det mycket glesbefolkat, med 5 invånare per kvadratkilometer. Sarāyān är det största samhället i trakten. Trakten runt Sarāyān är ofruktbar med lite eller ingen växtlighet.